# Elena Jansen
Elena Jansen (* 1984) ist eine deutsche Schauspielerin und Drehbuchautorin.

## Leben
Elena Jansen ist Absolventin der Schauspielschule Berlin. Im Anschluss war sie am Theater tätig, u. a. am Stadttheater Aalen, Kinder- und Jugendtheater Speyer und am Fritz-Theater Chemnitz.  Als Dozentin und Autorin war sie am iSFF Berlin tätig. Seit 2017 schreibt sie für das Werkmünchen sowie Audiodeskriptionen für die Deutsche Hörfilm, die Staatsoper Niedersachsen und das Theater Thikwa in Berlin. Zusammen mit Holger Borggrefe schrieb sie das Drehbuch zu Zwei ist eine gute Zahl.

## Hörspiele
- 2014: Reinhard Jirgl: Texte für nichts (Sprecherin) - Regie: Michael Wertmüller (Ars acustica - Deutschlandradio)

## Auszeichnungen
- 2021: Publikumspreis Spielfilm bei den Grenzland-Filmtagen in Selb für Zwei ist eine gute Zahl[5][6]
- 2021: Preis für das beste Drehbuch des Festival International du Film de Bretagne für Zwei ist eine gute Zahl[7]
- 2024 Preis für das beste Drehbuch beim Festival of Cinema NYC, New York[8]